# Теракт на старой центральной автобусной станции Тель-Авива
Теракт на старой центральной автобусной станции Тель-Авива (ивр. הפיגוע בתחנה המרכזית הישנה של תל אביב‎) — террористический акт, осуществлённый двумя палестинскими террористами-смертниками ранним вечером в час-пик, около 18:30, в воскресенье 5 января 2003 года возле старой центральной автобусной станции в Тель-Авиве, Израиль в результате чего 23 мирных жителя были убиты и более 120 ранены.
Ответственность за убийства мирных жителей взяло на себя военное подразделение Ясира Арафата «ФАТХ» — «Бригады мучеников Аль-Аксы», признанной террористической организацией в США, Израиле, Канаде, 27 странах Евросоюза и Японии. Оплатили теракт иранцы.

## Теракт
В районе старой центральной автобусной станции Тель-Авива живёт много палестинских рабочих-иммигрантов, и в июле 2003 года здесь уже было нападение исламистского террориста-смертника, убившего пять человек. В августе 2003 года ещё два палестинских террориста-смертника в районе станции убили троих человек (двое — иностранцы из Румынии).
В воскресенье 5 января 2003 года ранним вечером в час пик, около 18:30 вблизи старой центральной автобусной станции в Тель-Авиве два палестинских террориста-смертника взорвали себя среди мирных жителей. Два взрыва были совершены примерно в 150—500 метров один от другого и с разницей всего в 30 секунд на двух параллельных улицах.
Один взорвал себя и окружающих людей на пешеходной улице Неве-Шеанан, на углу улицы Рош-Пина. Второй взорвался на улице Ха-гдуд ха-иври, параллельной пешеходной улице. Оба террориста применили мощные заряды с металлическими винтами и гайками, что привело к многочисленным жертвам и серьёзному материальному ущербу в окрестностях.
23 человека были убиты, а ещё более ста двадцати ранены. 13 погибших — граждане Израиля, а остальные других стран. Среди погибших были 75-летний мужчина, шесть женщин, молодые и старые, а также временные работники, двое из Китая и одна из Ганы. Среди погибших были также и новые репатрианты из бывшего Советского Союза.
Ответственность за нападение взяло на себя военное подразделение ФАТХ Ясира Арафата «Бригады мучеников Аль-Аксы» и уточнили, что террористами выступили двое жителей Наблуса. ФАТХ заявили, что исполнителями нападения были 19-летний Самер Нури и 21-летний Бурак Хильфи. Однако затем решили изменить свою позицию и опубликовали ещё одно заявление, согласно которому террористы не являются членами движения. Затем члены «Исламского джихада» также взяли на себя ответственность за теракт в разговорах с журналистами, но лидеры движения не смогли подтвердить причастность своих террористов к инциденту. Теракт был совершён на деньги Корпуса стражей исламской революции.
Теракт палестинцев стал самым большим по количеству смертей с марта 2002 года, когда исламские террористы взорвали столовую в гостинице «Парк» на еврейский праздник Пасха и убили 30 израильтян, ранив 140.

## Обвинение
24 января 2005 года водителю, жителю Яфии, было предъявлено обвинение в нескольких преступлениях, в первую очередь в пособничестве и подстрекательстве к убийству, за перевозку террористов из Умм-эль-Фахма в Тель-Авив, и он был приговорён к 42 годам тюремного заключения. По апелляции в Верховный суд его приговор был сокращён до 30 лет лишения свободы.